# Minardi M187
La Minardi M187 è una monoposto di Formula 1, costruita dalla scuderia Minardi per partecipare al Campionato mondiale di Formula 1 1987.

## Progetto e sviluppo
Progettata da Giacomo Caliri, è stata affidata al pilota spagnolo Adrian Campos e all'italiano Alessandro Nannini. Montava pneumatici Goodyear.

## Carriera agonistica
Venne impiegata dal team in tutte le gare della stagione 1987, ritirandosi molte volte a causa di problemi tecnici. In Germania Nannini sfiorò la zona punti, trovandosi in settima posizione durante le ultime fasi di gara salvo poi essere costretto al ritiro e così i migliori risultati ottenuti in gara furono due 11° posti del toscano in Ungheria e Portogallo, mentre in qualifica un 13° posto a Monaco e ad Adelaide, sempre con Nannini.

## Risultati Sportivi
| Anno | Team    | Motore         | Gomme | Piloti             |     |     |     |     |     |     |     |     |     |     |     |     |     |     |     |     | Punti | Pos. |
| ---- | ------- | -------------- | ----- | ------------------ | --- | --- | --- | --- | --- | --- | --- | --- | --- | --- | --- | --- | --- | --- | --- | --- | ----- | ---- |
| 1987 | Minardi | Motori Moderni | G     | Adrian Campos      | SQ  | Rit | Rit | NP  | Rit | Rit | Rit | Rit | Rit | Rit | Rit | Rit | 14  | Rit | Rit | Rit | 0     | -    |
| 1987 | Minardi | Motori Moderni | G     | Alessandro Nannini | Rit | Rit | Rit | Rit | Rit | Rit | Rit | Rit | 11  | Rit | 16  | 11  | Rit | Rit | Rit | Rit | 0     | -    |